# Mélanie
Mélanie — седьмой франкоязычный студийный альбом канадской певицы Селин Дион, вышедший в Канаде в 1984 году.

## Информация об альбоме
Заглавная песня была посвящена маленькой племяннице Селин Дион — Карин, больной кистозным фиброзом.
Альбом «Mélanie» достиг золотой сертификации в Канаде (более 50 000 проданных экземпляров), став очередным коммерческим успехом. Золотым также стал сингл «Une Colombe». Эту песню Дион исполняла для римского папы Иоанна Павла II, а также для 65 тысяч человек на Олимпийском стадионе в Монреале в 1984 году.
Два сингла из «Mélanie» поднялись до топ-10 квебекского чарта: «Une colombe» (№ 2) и «Mon rêve de toujours» (№ 4). Также был выпущен третий сингл — «Un amour pour moi». В следующем году Селин Дион получила 5 премий «Феликс» (Felix Awards).
В октябре 1984 года Селин Дион выпустила свой второй альбом во Франции «Les oiseaux du bonheur», который содержал пять треков из «Mélanie».

## Список композиций
| №   | Название                    | Автор(ы)                             | Продюсер(ы)             | Длительность |
| --- | --------------------------- | ------------------------------------ | ----------------------- | ------------ |
| 1.  | «Mélanie»                   | Эдди Марне Диана Джастер             | Рене Анжелил            | 3:43         |
| 2.  | «Chante-moi»                | Марне Ален Норо                      | Анжелил                 | 3:21         |
| 3.  | «Un amour pour moi»         | Марне Тьерри Жофруа Кристиан Луажеро | Марне Руди Паскаль      | 3:20         |
| 4.  | «Trop jeune à dix-sept ans» | Марне Пол Гридас Бэрри Блу           | Марне Паскаль           | 4:40         |
| 5.  | «Mon rêve de toujours»      | Марне Жан-Пьер Гуссо                 | Марне Паскаль           | 4:17         |
| 6.  | «Va où s'en va l'amour»     | Марне Норо                           | Анжелил                 | 3:20         |
| 7.  | «Comme on disait avant»     | Марне Норо                           | Анжелил                 | 3:30         |
| 8.  | «Benjamin»                  | Марне Пьер Пападиамандис             | Марне Паскаль           | 4:30         |
| 9.  | «Trois heures vingt»        | Марне Патрик Леметр                  | Марне Паскаль           | 3:34         |
| 10. | «Une colombe»               | Марсель Лефевр [фр.] Пол Байяржон    | Байяржон Лефевр Анжелил | 3:08         |

## Сертификации
| Страна | Сертификация |
| ------ | ------------ |
| Канада | Золотой диск |

## Награды
| Год  | Премия       | Награда                                         |
| ---- | ------------ | ----------------------------------------------- |
| 1985 | Félix Awards | Альбом года — «Mélanie»                         |
| 1985 | Félix Awards | Наиболее продаваемый альбом года — «Mélanie»    |
| 1985 | Félix Awards | Поп-песня года — «Une colombe»                  |
| 1985 | Félix Awards | Наиболее продаваемый сингл года — «Une colombe» |
| 1985 | Félix Awards | Певица года                                     |

## Хронология релиза альбома
| Регион | Дата выпуска   | Лейбл | Формат   | Каталог  |
| ------ | -------------- | ----- | -------- | -------- |
| Канада | 6 августа 1984 | TBS   | LP       | TBS 501  |
| Канада | 6 августа 1984 | TBS   | Cassette | TBS 4501 |